# Seznam PDF softwaru
Tento seznam PDF software obsahuje významnější software pro práci s PDF dokumenty.

## Multiplatformní

### Free a open source
- Ghostscript – prohlížení, vytváření, konverze
- GSPdf – prohlížeč pro GNUstep, založený na Ghostscriptu
- iText – prohlížení, vytváření, konverze (Java-based)
- KPDF – prohlížeč pro KDE, založený na Xpdf.
- Multivalent – Java-based prohlížeč
- OpenOffice.org i LibreOffice – kancelářský balík, umí export do PDF, vytváření PDF Acroforms formulářů a omezeně editovat PDF (Draw)
- PDFBox – Java knihovna
- PdfTeX – konvertor (z TeXu)
- Pdftk – generátor, editor a konvertor (frontend k iTextu)
- ReportLab – vytváření PDF v Pythonu
- Scribus – generátor
- Xpdf – PDF prohlížeč pro X windows system
- cairo – Knihovna pro vektorové kreslení, umí vytvářet PDF dokumenty

### Proprietární
- Adobe Acrobat – editor, komerční
- Adobe LiveCycle PDF Generator – serverový PDF generátor, komerční
- Adobe Reader – PDF prohlížeč od Adobe, nabízený zdarma
- Foxit Reader – další PDF prohlížeč, taktéž zdarma
- PDFNet SDK – knihovna pro čtení, editaci, tisk, prohlížení a ukládání PDF
- RasterMaster – prohlížeč a konvertor
- txt2pdf – konvertor z textu do PDF
- Crionics jPDF – komponenty v Javě pro manipulaci s PDF
- Qoppa Software – knihovna pro Javu – prohlížení, tisk, vytváření, modifikace PDF dokumentů

## X11/Motif
- Xpdf

## Linux
- CUPS – tiskový systém, lze exportovat do PDF
- Evince – prohlížeč (pro GNOME)
- flpsed – anotátor
- GPdf – prohlížeč (pro GNOME, nahrazen Evince)
- gv – součást Ghostscriptu
- KPDF – prohlížeč (pro KDE)
- Foxit Reader – prohlížeč
- Poppler – knihovna pro prohlížení
- Xpdf – prohlížeč (pro X Window System)
- PDFedit – editor
- PDF Studio – prohlížeč, anotátor, scanování do PDF
- Okular – prohlížeč PDF (pro KDE)

## Mac OS X
- Preview – výchozí PDF prohlížeč pro Apple
- ColorSync Utility – nástroj od Apple
- PDFView – free jednoduchý prohlížeč
- PDF-Office Professional – komerční software na vytváření PDF formulářů

## Windows
- ABBYY PDF Transformer – editor, komerční
- ABCpdf – proprietární knihovna pro vytváření, manipulaci a zobrazování
- Brava Reader – proprietární prohlížeč, zdarma
- CAD-KAS PDF Reader proprietární freeware PDF prohlížeč a komerční editor
- CutePDF – adware konvertor
- Docudesk deskPDF Professional – shareware PDF generátor
- Docudesk deskUNPDF – shareware PDF konvertor pro otevírání PDF ve Wordu
- doPDF – freeware Free PDF konvertor, nepoužívá Ghostscript
- Foxit Reader – freeware proprietární prohlížeč
- Gnostice PDFToolkit – shareware toolkit pro vkládání PDF do aplikací (v podstatě knihovna)
- NitroPDF – proprietární, komerční prohlížeč, generátor, editor a konvertor
- novaPDF – shareware PDF generátor
- pdfFactory – proprietární, komerční generátor a konvertor
- PDF995 – proprietární, komerční generátor a toolkit
- PDF FLY – komerční konvertor do vektorových, bitmapových a ascii formátů
- PDF-Office Professional – proprietární, komerční PDF generátor formulářů
- PDF Converter – proprietární, komerční prohlížeč, generátor a konvertor
- PDFCreator – free generátor
- PrimoPDF – free generátor / tiskový ovladač pro PDF
- Print2PDF – generátor / tiskový ovladač pro PDF
- Amyuni PDF Converter and Creator – proprietární, komerční generátor a konvertor
- sharpPDF – C# PDF knihovna
- STDU Viewer – freeware proprietární prohlížeč
- SolidConverter – shareware PDF generátor a konvertor
- Sumatra PDF – open source PDF prohlížeč pro Windows

## Mobilní zařízení aPDA
- Adobe Reader – verze pro Symbian, Palm a Pocket PC
- PalmPDF
- Picsel File Viewer